# Wat Sri Chomphu Ong Tue
Wat Sri Chomphu Ong Tue znana także jako Wat Nam Mong (taj. วัด ศรี ชม ภู องค์ ตื้อ) – tajska buddyjska świątynia znajdująca się w Ban Nam Mong, w prowincji Nong Khai.

## Opis
Źródła nie podają daty budowy świątyni. Na tle innych tajskich buddyjskich budowli (to dominująca religia w tym kraju) wyróżnia największy posąg Buddy w prowincji. Nazywa się on Luang Phor Ong Tue i został zbudowany w 1562 za czasów panowania króla Setthathiratha. Najczęściej odwiedza się budynek na przełomie marca i kwietnia z okazji święta ku czci Buddy. Co ciekawe, w niedalekim Wientiane znajduje się świątynia o podobnej nazwie, i także znajduje się tam posąg Buddy.